# F1 (granata Francia)
La granata F1 è una bomba a mano usata dalle forze armate francesi durante la prima guerra mondiale e la seconda guerra mondiale

## Caratteristiche

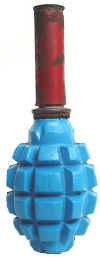
Bomba a mano F1 con spoletta a percussione

La F1 fu progettata durante la I G.M. e fu usata dalla fanteria francese. All'inizio la F1 doveva avere un innesco simile ad un accendino, ma poi fu utilizzata la capsula a percussione. Le spolette come le M1916 e M1917 Billant la trasformarono in una granata a tempo, nel modello finale. Per la II G.M. la F1 usava l'innesco a tempo M1935, alquanto diversa dalla M1916.
La F1 fu usata anche nella II G.M., dove era la granata a frammentazione principale dei francesi. La Francia usò anche le granate P1 e le Citron Foug. Dopo la guerra la granata fu tolta dal servizio.

## Utilizzatori
Oltre ai francesi, altre forze usarono la F1.

### Stati Uniti
La F1 con la spoletta M1916 fu la granata preferita dai fanti americani durante la I G.M.. La F1 ha ispirato la creazione della insoddisfacente Bomba a mano Mk1, e in seguito della Mk2.

### Guerra civile russa
Durante la guerra civile russa, la F1 fu data all'Armata Bianca dalla Francia. Dopo la guerra civile il modello F1 francese costituì la base per la creazione della granata f1 russa.